# Зваре (Харагаульский муниципалитет)
Зваре (груз. ზვარე) — село в Грузии, на территории Харагаульского муниципалитета края (мхаре) Имеретия.

## География
Село находится в западной части Грузии, на правом берегу реки Зварулы (левый приток Чхеримелы), на расстоянии 24 километров к юго-востоку от посёлка городского типа Харагаули, административного центра муниципалитета. Абсолютная высота — 689 метров над уровнем моря.

## Население
По результатам официальной переписи населения 2014 года, в Зваре проживало 279 человек (148 мужчин и 131 женщина). В национальной структуре населения грузины составляли 99,3 %, русские — 0,7 %.
| Год  | Население, человек |
| ---- | ------------------ |
| 2002 | 407                |
| 2014 | ↘ 279              |